# Neustadt (Plauen)
Die Neustadt ist einer der kleinsten Stadtteile von Plauen und liegt im Stadtgebiet Zentrum.
Die Bebauung wurde durch die Bombardierung der Stadt am Ende des Zweiten Weltkriegs nahezu vollständig zerstört.

## Geographie

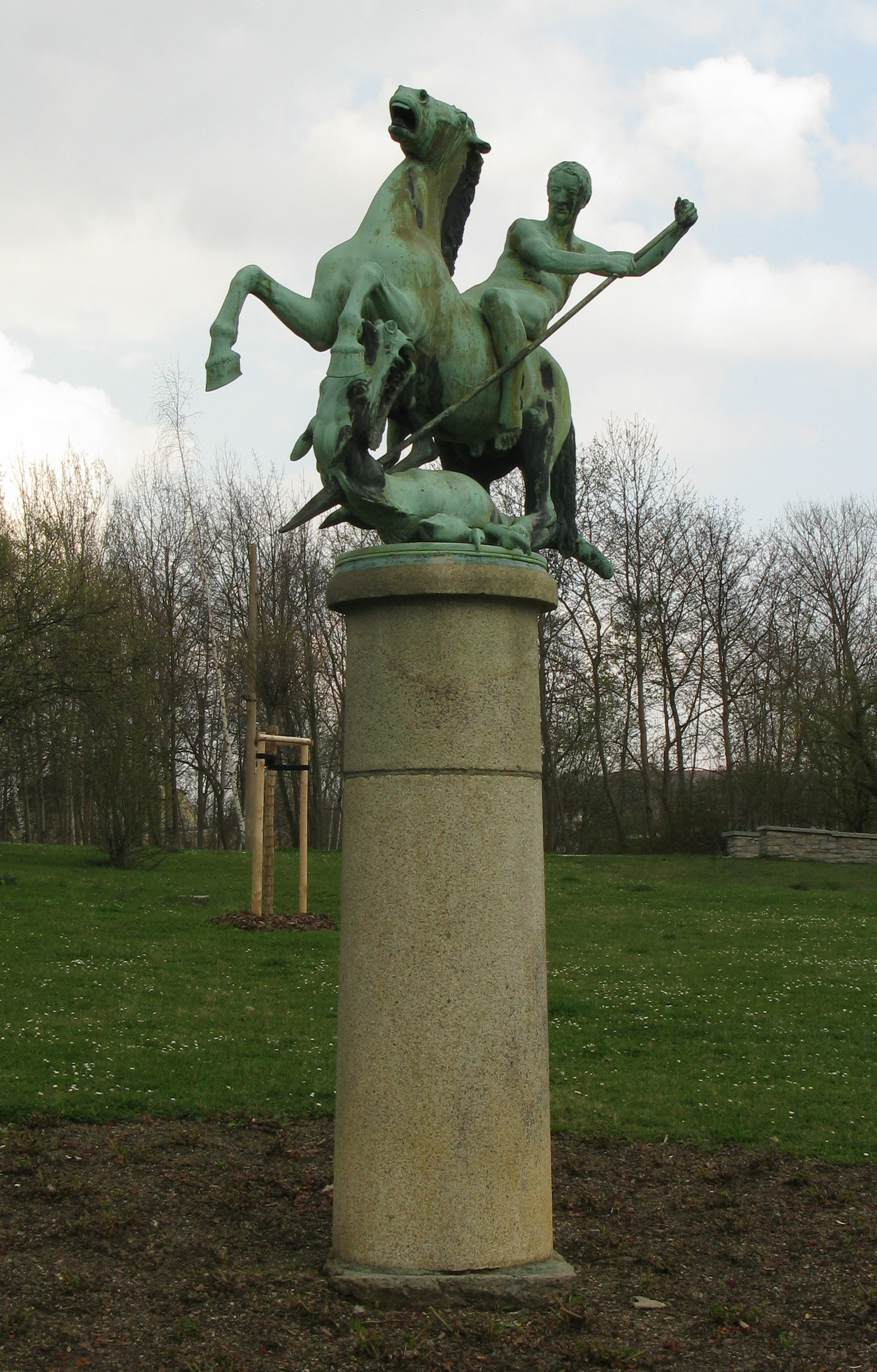
Denkmalgeschützte Statue des Heiligen Georg zwischen Hammerstraße und Neustadtplatz.

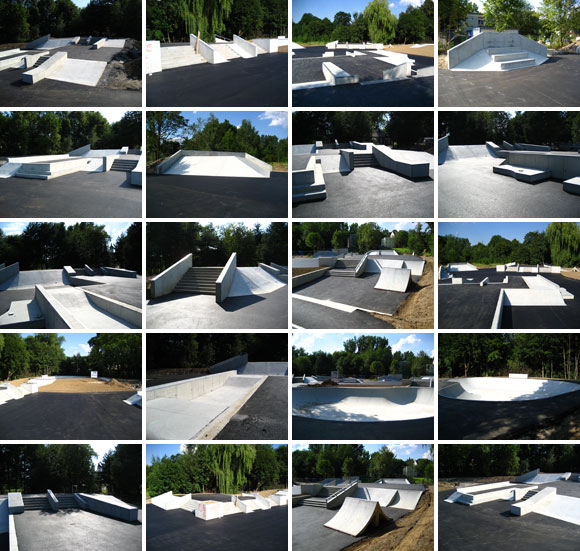
Skateplaza Plauen

Der Stadtteil Neustadt liegt im Zentrum Plauens und grenzt an vier weitere Stadtteile.
|          | Schloßberg                                  |                   |
| Altstadt | Kompassrose, die auf Nachbargemeinden zeigt | Hammertorvorstadt |
|          | Obere Aue                                   |                   |

Der Stadtteil wird begrenzt durch (von Norden im Uhrzeigersinn) die Stresemannstraße, die Reichenbacher Straße (B 173), die Alte Elsterbrücke, die Syrastraße und die Hammerstraße. Parallel zur südlichen Grenze fließt die Weiße Elster. In der Elsteraue, in der Nähe der Alten Elsterbrücke, liegt mit der AREA241-Skateplaza einer der größten Skateparks Deutschlands. Im Westen befindet sich der Neustadtplatz. Der östliche Teil wird durch Gewerbebauten geprägt.

## Öffentlicher Nahverkehr
In der Neustadt selbst verkehren keine Straßenbahnen und Busse. Auf der westlich gelegenen Neuen Elsterbrücke befindet sich jedoch eine gleichnamige Haltestelle der Plauener Straßenbahn. Dort verkehren einige Plauener Straßenbahnlinien und Stadtbusse. Die Zentrale Umsteigestelle "Tunnel" liegt ungefähr 700 Meter entfernt.